# Max Mason

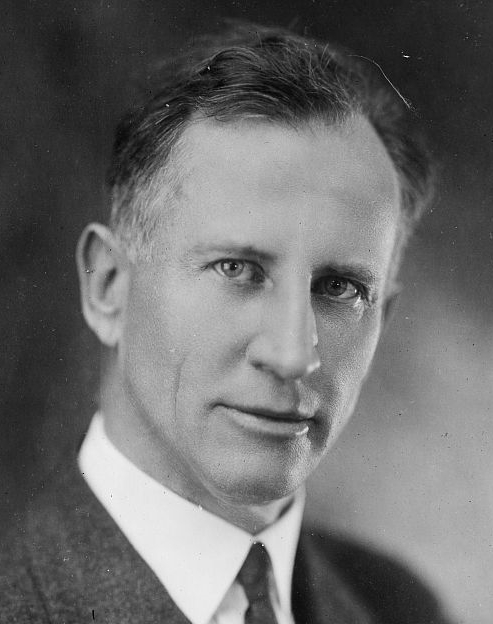
Max Mason

Charles Max Mason (* 26. Oktober 1877 in Madison, Wisconsin; † 23. März 1961 in Claremont, Kalifornien) war ein US-amerikanischer Mathematiker und Physiker.

## Leben
Mason wurde 1903 an der Universität Göttingen bei David Hilbert mit der Dissertation "Randwertaufgaben bei gewöhnlichen Differentialgleichungen" promoviert. Danach ging er zurück in die Vereinigten Staaten und lehrte dort Mathematik, bis er 1909 einen Ruf auf eine Physikprofessur an der University of Wisconsin erhielt. Im Ersten Weltkrieg entwickelte er im Hinblick auf das Problem der U-Boot-Ortung zusammen mit Kollegen eine Methode zur Fokussierung von Schall aus bestimmten Vorzugsrichtungen mit Ausschaltung störenden Schalls aus anderen Richtungen. Mason war dann von 1925 bis 1929 Präsident der University of Chicago und von 1929 bis 1936 Präsident der Rockefeller-Stiftung. Als Präsident der Rockefeller-Stiftung förderte er besonders die Umsiedlung der von den Nationalsozialisten von der Universität Göttingen vertriebenen Mathematiker, denen die Stiftung erst wenige Jahre zuvor in Göttingen ein neues Institutsgebäude zugewandt hatte.
Seine Forschungen lagen auf den Gebieten der Differentialgleichungen, der Variationsrechnung und des Elektromagnetismus.
1923 wurde Mason in die National Academy of Sciences gewählt.